# Hugues Dufourt
Hugues Dufourt (Lione, 28 settembre 1943) è un compositore e filosofo francese.

## La vita
Hugues Dufourt ha studiato pianoforte a Ginevra, con Louis Hiltbrand, e composizione con Jacques Guyonnet, mentre per quanto riguarda la filosofia è stato allievo di François Dagognet e Gilles Deleuze a Lione; ha inoltre partecipato a seminari tenuti da Georges Canguilhem e Suzanne Bachelard. 
Nel 1968 viene nominato responsabile della programmazione musicale presso il Théâtre de la Cité di Villeurbanne, mentre nello stesso periodo è docente di filosofia presso l'università di Lione (1968-1979). 
Dal 1975 al 1981 partecipa alle attività del gruppo di compositori L'Itinéraire, e nel 1977 fonda assieme a Alain Bancquart e Tristan Murail il Collectif de Recherche Instrumentale et de Synthèse Sonore. Dal 1973 è attivo come ricercatore presso il CNRS (Centre national de la recherche scientifique), dove nel 1985 diverrà direttore delle ricerche; nel 1982 ha fondato il Centre d'Information et de Documentation / Recherche Musicale, che ha diretto fino al 1995. 
Ha inoltre diretto l'Ensemble Forum (1985-1989), e fondato il Séminaire d'histoire sociale de la musique (1984). Molti dei suoi scritti, concernenti sia la musica che la filosofia, sono stati riuniti da nel 1991 in un volume intitolato Musique, pouvoir, écriture (Musica, potere, scrittura) edito da Christian Bourgois editeur.

## La musica
Le sue prime opere risalgono al periodo di apprendistato a fianco del suo insegnante Jacques Guyonnet, assieme al quale Dufourt collabora con lo Studio de Musique Contemporaine di Ginevra. 
A metà degli anni settanta Dufourt è stato, assieme a Gérard Grisey, Michaël Lévinas e Tristan Murail, tra i fondatori del Groupe L'Itineraire, un gruppo di compositori che sviluppò la musica spettrale; le tecniche compositive utilizzate venivano basate sull'analisi del suono singolo, le cui componenti venivano amplificate, schematizzate e riprodotte su larga scala. 
Le opere di Dufourt sono state eseguite in vari contesti internazionali in Europa, America e Australia da interpreti quali Pierre-Yves Artaud, Pierre Boulez, Peter Eötvös, Les Percussions de Strasbourg, Giuseppe Sinopoli, Ensemble InterContemporain, Ensemble L'Itinéraire, nonché edite principalmente da Jobert (Parigi) e Lemoine (Parigi).

## Riconoscimenti
- Grand prix de la musique de chambre della SACEM (1975)
- Grand Prix dell'Académie Charles Cros (1980)
- Prix Koussevitsky (1985)
- Premio della giuria del Festival Musique en Cinéma (1987)
- Prix des Compositeurs della SACEM (1994)

## Opere scelte
- Brisants per pianoforte e ensemble (1968)
- Mura della città di Dite per 17 esecutori (1969)
- Erewhon per 6 percussionisti (1972-1976)
- La tempesta d'après Giorgione per ensemble (1976-1977)
- Antiphysis per flauto e orchestra da camera (1978)
- Saturne per 24 esecutori (1979)
- Surgir per orchestra (1980-1984)
- La mort de Procris per 12 voci miste a cappella (1985)
- Hommage à Charles Nègre per 6 esecutori (1986)
- L'Heure des Traces per orchestra da camera (1986)
- Le Philosophe selon Rembrandt per orchestra (1992)
- Lucifer d'après Pollock per orchestra (1992-1993)
- An Schwager Kronos per pianoforte (1995)
- Dédale opera (1995)
- L'Espace aux Ombres per 16 esecutori (1996)
- La maison du Sourd per flauto e orchestra (1996-1997)
- La Cité des saules per chitarra elettrica (1997)
- La Gondole sur la lagune d'après Guardi per orchestra (2001)
- Le Cyprès blanc per viola solista e grande orchestra (2003-2004)
- L'Afrique d'après Tiepolo per pianoforte e ensemble (2005)

## Discografia
- Erewhon, CD Accord 465 716-2, Les Percussions de Strasbourg, Lorraine Vaillancourt (direttore)
- La Maison du Sourd - Lucifer d'après Pollock, CD Accord 461 947-2, Pierre-Yves Artaud (flauto), Emilio Pomarico (direttore), Orchestre Philharmonique de Radio France
- Saturne - Surgir, CD Accord 465 714-2, Ensemble L'Itinéraire, Orchestre de Paris, Peter Eötvös (direttore)
- The Watery Star - An Schwager Kronos - L'Espace aux Ombres, CD Accord 465 715-2, Ensemble FA, Dominique My (direttore)
- Dédale CD MFA, Orchestre de l'Opéra de Lyon, Claire Gibault (direttore)
- Boulez dirige…, CD Erato, contiene Antiphysis, Ensemble InterContemporain, Pierre Boulez (direttore), Istvan Matuz (flauto)